# منتخب تركيا لهوكي الحقل للسيدات
منتخب تركيا لهوكي الحقل للسيدات هو ممثل تركيا الرسمي في المنافسات الدولية في هوكي الحقل للسيدات.